# Mateusz Grabda
Mateusz Grabda (ur. 23 maja 1988 w Kielcach) – polski trener siatkarski. W latach 2007–2012 studiował fizjoterapię na Akademii Świętokrzyskiej im. Jana Kochanowskiego w Kielcach.
Jego żoną jest Małgorzata Główka, wokalistka zespołu Camasutra. Wzięli ślub dnia 20 czerwca 2015 roku w Kielcach. 7 czerwca 2019 roku przyszły na świat ich bliźnięta Zosia i Staś. 

## Przebieg kariery trenerskiej
| Lata                  | Klub/Reprezentacja              | Funkcja          |
| --------------------- | ------------------------------- | ---------------- |
| 2012–2018             | Effector Kielce (Młoda Liga)    | I trener         |
| 2012–2018             | Effector Kielce (juniorzy)      | I trener         |
| 2012–2018             | Effector Kielce                 | asystent trenera |
| 2013–2014             | Effector Kielce                 | fizjoterapeuta   |
| 2017                  | Reprezentacja Polski U-23       | asystent trenera |
| 2018–2019             | Buskowianka Kielce              | I trener         |
| 2019–2023             | KPS Siedlce                     | I trener         |
| 2019–2020             | Reprezentacja Polski Juniorów   | asystent trenera |
| 2020–2021             | Reprezentacja Polski Kadetów    | asystent trenera |
| 2022–                 | Reprezentacja Polski Juniorów   | I trener         |
| 2023– (od 20.11.2023) | ITA Tools Stal Mielec (kobiety) | I trener         |

## Sukcesy
Mistrzostwa Europy Juniorów:
- 2022[12]